# بمباران عراق (دسامبر ۱۹۹۸)
بمباران وسیع عراق (در دسامبر ۱۹۹۸) در طی ۴ روز که با نام عملیاتی روباه صحرا(به انگلیسی:Desert Fox Operation) شناخته شده‌است، عملیاتی است که توسط ایالات متحده آمریکا و انگلیس بر روی اهداف عراقی صورت گرفته‌است.